# Masakazu Kawabe
 Masakazu Kawabe (河辺 正三, Kawabe Masakazu, 5 décembre 1886 - 2 mars 1965) était un général de l'armée impériale du Japon. Il a détenu des commandements importants durant la deuxième guerre sino-japonaise, et durant la Seconde Guerre mondiale à la campagne de Birmanie ainsi que pendant la défense du Japon à la fin de la guerre. Il était également le frère ainé du général Torashirō Kawabe.

## Biographie

### Début de carrière
Natif de la préfecture de Toyama, Kawabe a été diplômé de la 19e classe de l'académie de l'armée impériale japonaise en 1907 et de la 27e classe du collège de l'armée de guerre en 1915. De 1927 à 1929, il est instructeur au collège de la guerre. Il devient par la suite attaché militaire à Berlin, en Allemagne, de 1929 à 1932. Promu au grade de colonel dans l'infanterie en 1932, il est assigné à des fonctions d'équipe à son retour au Japon, avant d'obtenir le commandement du VIe régiment d'infanterie de AIJ de 1932 à 1933.
Il devient par la suite commandant de l'école d'infanterie, de 1933 à 1934, et chef de la 1re section section générale de la formation militaire, de 1934 à 1936. Il est promu au rang de général de brigade en 1936.
Du 12 septembre 1939 au 14 octobre 1940, Kawabe est rappelé au Japon. Il obtient l'important poste d'inspecteur-général de l'entraînement militaire.
Il retourne en Chine, comme commandant en chef de la XIIe division de l'AIJ en mars 1940, où il est assigné à l'armée du Guandong. Promu au rang de commandant en chef de la IIIe de l'AIJ en mars 1941, il devient par la suite chef d'état major de l'armée expéditionnaire japonaise de Chine, du 17 août 1942 au 18 mars 1943.

### Deuxième guerre sino-japonaise
Au début de la guerre sino-japonaise, Kawabe est en Chine et prend le commandement de la brigade permanente de Chine, qui a été impliquée dans l'incident du pont Marco Polo. Il devient plus tard chef d'état-major de l'armée régionale japonaise de Chine du Nord, du 26 août 1937 au 14 avril 1938, puis chef d'état-major de l'armée expéditionnaire japonaise de Chine centrale, du 15 février 1938 au 31 janvier 1939.

### Guerre du Pacifique
En mars 1943, Kawabe est muté au front méridional comme commandant en chef en de l'armée régionale japonaise de Birmanie.
À son arrivée, on le convainc d'assister son subordonné Renya Mutaguchi, commandant de la XVe armée japonaise, et son plan d'attaque préemptive contre les forces Britanniques à Imphal. Le but de cette attaque est de perturber l'accumulation des troupes alliées, dans la région et, si tout va bien, de continuer les opérations pour une invasion de l'Assam et de l'Inde britannique.
La plupart des commandants de Kawabe, ainsi que Masazumi Inada, le vice-chef d'état major du groupe d'armées expéditionnaire japonais du Sud, basé à Singapour, s'opposaient fortement à ce plan. Les problèmes de ravitaillement sont principalement considérés comme un obstacle majeur.
Toutefois, en octobre 1943, Inada a été relevé de ses fonctions, à cause d'un incident diplomatique en Thaïlande. Plus tard, en décembre, le plan U-Go est approuvé par le général Hisaichi Terauchi ainsi que par le premier ministre du Japon, Hideki Tojo sur la compréhension que l'opération était défensive.
Le plan de Mutaguchi a été un véritable désastre pour l'armée japonaise culminant avec la bataille d'Imphal, provoquant un nombre de victimes dépassant tout ce que les Japonais avaient connu jusque-là dans cette guerre et ouvrant la voie à la perte de la Birmanie. Durant les dernières phases de cette offensive, Kawabe est au lit, souffrant de dysenterie. Il est remplacé par Heitarō Kimura, le 30 août 1944, et il retourne au Japon.
Pendant une brève période, Kawabe sert au conseil suprême de guerre.
Durant les dernières phases de la guerre, des commandants d'expérience sont requis pour organiser la défense des îles japonaises. Kawabe devient alors commandant en chef de l'armée du district central, le 1er décembre 1944. Il devient également commandant en chef de la XVe armée régionale du Japon, à partir de sa formation le 1er février 1945 jusqu'au 7 avril 1945. Il est promu général de corps d'armée en mars 1945.
Le 8 avril 1945, il prend en charge le commandement de l'armée générale aérienne, et des quelques unités, toujours actives au Japon, en Corée et à Okinawa, afin de défendre le Japon contre l'invasion annoncée des Alliés. Il est nommé commandant de la première armée générale, responsable de la défense de l'est et du Nord de Honshū, le 23 septembre 1945.
Après la signature des actes de capitulation du Japon, Kawabe est détenu par le commandant suprême des forces Alliés pour aider à la démobilisation des forces militaires japonaises.
Il remplace Kenji Doihara après que celui-ci a été arrêté et jugé pour crime de guerre.
Kawabe prend sa retraite à la fin de 1945.

### Livres
- (en) Richard Fuller, Shokan : Hirohito's Samurai, Londres, Arms and Armor, 1992, 319 p. (ISBN 978-1-85409-151-2, LCCN 92218016)
- (en) Saburo Hayashi et Cox, Alvin D, Kogun : The Japanese Army in the Pacific War, Quantico, VA, The Marine Corps Association, 1959